# عثمان صالح سبي
عثمان صالح سبي زعيم وطني إريتري ومؤسس جبهة التحرير الإريترية.

## ولادته ونشأته
ولد عثمان صالح سبي في قرية حرقيقو وذلك في عام 1931م. والتـحق بمدرسة حرقيـقو التـي افتتحت سنة 1944 م وذلك على حساب المحسن الكبير صالح باشـا أحـمد كيكيا والـذي كـان من الأثرياء المرموقين في ذلك الزمان، وكان مهتماً بالتعليم حيث افتتح فصولاً للبنين والبنات فـي تلك المدرسة. كما افتتح بها قسماً صناعياً. درس عثمان صالح سبي في هذه المدرسة المرحلتين الأولية والمتوسطة. وعلى نفقة الباشا صالح كيكيا درس المرحـلة الثـانوية في أديـس أبابا ثم التحق بكلية المعلمين هناك أيضا وأتم بها الدراسة. وعند عودته من أديس أبابا تم تعيـينه أستاذا بالمدرسة التي درس بها في حرقيقو. وفي مطلع الخمسينات من القرن الماضي تم تعيينه مديراً لنفس المدرسة.

## اهتمامه بالتعليم ووعيه السياسي
أثناء دراسة سبي في أديس أبابا تعرف سبي على الكثيـرين من أبـناء القـوميات المقـهـورة والمهمـشة في أثيوبيا مثل الأورومو، الهرريين، الصومالييـن وغـيرهم. وبالتعـاون بيـنه وبينـهم فـقـد قاموا بتأسـيس «جمعية العروة الوثقى» للدفاع عن حقوقهم. وفي هذا المناخ بدأ ينضج وعيه السياسي. وهم كتبوا عهداً وميثاقاً بدمائهم، وهو عبارة عن مبادئهم للدفاع عن حقوقهم. كان عثمان سبي مهتماً بالتعليم منذ أن كان أستاذا ومديراً بمدرسة كيكيا باشا في حرقيقو. وعندما رأى بأن فرص التعليم في إرتريا شبه معدومة نتيجة السياسة الأثيوبية فأنه شرع في تهريب بعض طلابه من قرية حرقيقو إلى مصر. وكان يبعث بهؤلاء الطلاب إلى السودان سراً، حيث يقوم الأخوان المسلمون هناك باستقبالهم وتسهيل مواصلة سفرهم إلى مصر من أجل التعليم.

## مغادرته اريتريا وتأسيس جبهة التحرير الإرترية
بالرغم ما كان يقوم به المعلم عثمان سبي في توعية وتعليم أبناء اريتريا إلا انه شعر بأن القضية التي تؤرقه تحتاج إلى توسيع نطاق الحركة والفعل، فخرج من حرقيقو صوب عصب وهناك عمل لمدة تقرب من العام مديراً لشركة سفن رايز وهي شركة أجنبية كانت تعمل في مجال تصدير واستيراد البضائع عبر ميناء عصب، ومن تلك المحطة غادر عبر البحر صوب اليمن التي أطلقت عنان وثبته إلى جدة ومنها أنتقل إلى عاصمة الصومال مقديشيو في العام 1960 وهناك أسس جمعية الصداقة الصومالية الإرترية وهناك أيضاً قويت علاقته بالشيخ الزعيم إدريس محمد آدم وحصلا معاً على أول جوازات دبلوماسية تمنحها الصومال للإرتريين وفتحوا الباب للإرتريين لحمل الجوازات الصومالية، وانطلاقا من تلك المحطة بدأ الإعداد لتأسيس جبهة التحرير الإريترية التي وضعت الشعب الإرتري برمته أمام تاريخ جديد من البطولات والمآثر.
بعدها اتجه عثمان سبي إلى السعودية ومصر حيث التقى بالفعاليات الإرترية وغيرها. وكانت القاهرة قبل وصوله تشهد حركة سياسية نشطة للطلاب الإرتريين والتي انبثق منها البيان الأول لإعلان ميلاد نواة ثورة شعبية مسلحة لتحرير إرتريا سميت جبهة التحرير الإرترية يتمناً بجبهة التحرير الجزائرية وذلك في نوفمبر 1960م. ونسبة لعدم تفرغ الطلاب وقلة خبرتهم السياسية تم تكوين مجلس أعلى لقيادة الجبهة بقيادة الزعيم الوطني إدريس محمد آدم، وإدريس عثمان قلايدوس سكرتيراً عاماً وعثمان صالح سبي مسئولاً للعلاقات الخارجية وشئون الثورة وبهذا تأسست أول مؤسسة سياسية إرترية تتبنى الكفاح المسلح طريقاً للاستقلال.

## عثمان وبداية الكفاح المسلح
عثمان سبي هو المعلم والزعيم، رائد الدّبلوماسيةِ الأريترية الأول. أشعل فتيل الكفاحَ المُسَلَّحَ بدعم فارس الرصاصة الأولى المجاهد الشهيد - هكذا نحسبه ولا نحسب على أحد - حامد إدريس عواتي، الذي دوت رصاصته معلنة إسدال ستارة الكفاح السلمي، وانطلاقة الكفاح المسلح في صبيحة يوم الجمعة 21 ربيع الأول 1381هـ الموافق الأول من سبتمبر 1961م.
```
ورغم الغموض الذي يكتنف ضربة البداية، وإرهاصات الثورة، فإن المصادر المؤكدة لانطلاقة المجاهد حامد عواتي برفقة سبعة من الرجال لردع الظلم الذي لحق بالشعب الأريتري، أن السلاح وصل إليهم من الزعيم عثمان صالح سبي، ورئيس جبهة التحرير الأريترية الراحل إدريس محمد آدم – غفر الله لهما ورحمهما برحمة وسعت كل شيء. وأتفقت الأقوال حول مصدر السلاح، الذي تم شراؤه من السوق اليمني قبل سبعة أشهر من تاريخ الانطلاقة. ومن كتب السير والترجمة «نضالي مع الثورة الأريترية» للمجاهد محمد شيخ فرس، أوضح فيه القصة:«مكثت حوالي ثلاثة أشهر في عدن، وبعدها حضر ادريس وعثمان، وقابلني عثمان وشرح لي كل التفاصيل الهامة وأخبرني بعزمهما التوجه إلى الصومال ومنها إلى العراق لاستلام أسلحة من حاكم العراق أنذاك الرئيس 
عبد الكريم قاسم
، واحضار هذه الأسلحة إلى عدن، حيث أقوم أنا بنقلها إلى أرتريا بالبحر. وكنت بانتظارهم حتى عادا، ولكن بدون أين يكون معهما السلاح....... وفي هذا الوقت كانت مع عثمان رسالة من المناضل حامد ادريس عواتي، يطلب فيها المدد الفوري، وكان عثمان، قد وعد بذلك بناء على وعد الرئيس العراقي. وطلب مني عثمان ايجاد حل بصفتي لدي معارف في عدن، وكذلك كان يعلم ان لدي حسابا في البنك الهندي في عدن، فطلب مني شراء السلاح من مالي الخاص حتى لا يتعرض لإحراج القيادة العسكرية، وأتفقت مع عثمان على شراء السلاح مناصفة، أدفع أنا جزءاً، ويتحمل هو الجزء الباقي، والجزء الذي كان يجب أن يدفعه عثمان، دفعه صديقي.. وذلك بكفالتي على أن يسدد له عثمان فيما بعد. وبعد الاتفاق اتجهنا ليلاً إلى محمية (دار سعد) وكان معي ادريس محمد آدم، وعثمان سبي والوسيط، وبعدها قمنا بفحص الأسلحة. وبعد التأكد من صلاحيتها أشترينا خمس بنادق من طراز أبو عشرة ماركة 4 وخمسة آلاف رصاصة. وأبدى ادريس محمد آدم رغبته في نقل السلاح لأنه كان يملك جواز سفر دبلوماسيا فحمل السلاح في حقيبته الدبلوماسية، وبقي معي عثمان وطلب الا يسافر خالي اليدين، فأشتريت من جيبي الخاص (7) مسدسات ومع كل مسدس (42) رصاصة».
```

بعد سبعة أشهر فقط تمكنت الثورة المسلحة بقيادة المجاهد حامد إدريس عواتي من تصعيد النضال المسلح في داخل أرتريا. وكانت الانطلاقة عند «سبي» مرحلة أولى تكتيكية للدبلوماسية التي أشعل فتيلها بحراك بين عدن ودمشق وبيروت في محورين الأول للحصول على الدعم السياسي والعسكري، والثاني إعلامي أستقر في محطة بيروت، التي شهدت المحاولة الثانية بشراء مسدسات وقنابل يدوية في رؤية إستراتيجية للزعيم للتعريف بالقضية الأريترية إعلامياً عبر منظمة العقاب الأرترية لمعاقبة المحتل بخطف طائراته التي تشكل عمود اقتصادياً إذا تم تدميره، فإن الخسارة كبيرة، ولن تكون أكبر من الصدمة النفسية عندما يقهر الأمن الإمبراطوري الأثيوبي القوي بعجزه عن حماية طائرته. وكانت لعملية تفجير طائرة الركاب الأثيوبية من طراز بوينغ 707 في مطار فرانكفورت بألمانيا الغربية ضجة إعلامية هوت بالكيان الأثيوبي وبلغت الخسائر ما يعادل 15 مليون دولار أثيوبي.
استطاع الزعيم سبي ورفاقه أن يحولوا مسيرة جبهة التحرير الإرترية من العمل العسكري فقط إلى آفاق ثورة شاملة ثم إلى مثابة حكومة تمثل دولة مستقلة بكل أركانها فهي كانت تمتلك جيشاً حديثاً لديه من الأسلحة الحديثة ما لم يتوفر لبعض الدول ويهيمن على الريف الإرتري بل وفي مراحل على أغلب المدن وأجهزة منظمة تعنى بكل متطلبات الحياة من تعليم وصحة وشئون اجتماعية ورعاية أسر المقاتلين وأجهزة قضاء وأمن وتوفير تسهيلات فرص العمل والإقامة للإرتريين بالخارج لا سيما الدول العربية والتمثيل في المنظمات الشعبية من اتحادات نقابية في كل المجالات في أغلب المحافل النقابية الدولية وكل المحافل العربية.

## مساعيه من اجل القضية الاريترية
تمكن من سحب الاعتراف بالثورة من منظمات إقليمية ودولية مثل جامعة الدول العربية (1981) ومنظمة المؤتمر الإسلامي (1981) وعلي صعيد اللاجئين قام بتأسيس جهاز التعليم في عام 1976 ناشراً نعمة الخير والعلم وتمكن من خلاله الي إرسال المئات إن لم يكن الآلآف من الطلاب الي مختلف ارجاء المعمورة لتلقي المعرفة والعلم.

## كتبه وصفاته
لقد كان المعلم عثمان أحد المثقفين الثوريين فبجانب كونه عرف بالذكاء والاتزان والمقدرة في الحوار فإنه أيضاً عرف باهتمامه بالتأليف والطبع والترجمة وتشجيع مختلف البحوث عن الجوانب المختلفة لإريتريا وقد أَعتبر مؤلفه (تأريخ إرتريا) من أهم الكتب عن تأريخ اريتريا وبالإضافة الي هذا الكتاب فإن له أربعة مؤلفات أخرى قيمة وهي: ـ (جغرافيا اريتريا) و (علاقة السودان بإثيوبيا عبر التأريخ) و (الصراع في حوض البحر الأحمر عبر التأريخ) و (جذور الخلافات الاريترية وطرق معالجتها).
هذا بالإضافة الي عشرات الدراسات والمقالات التي كتبها الشهيد في مختلف الصحف والمجلات الاريترية والعربية والعالمية. غرس المعلم عثمان صالح سبي في الوجدان القومي الأريتري أهمية الصمود بالعلم، ومن ثمارها وعبيرها أجيال التعليم الراسخة في ثقافتها العربية رغم رياح التغيير. ومن ثمارها وعبيرها هوية رافضة للانتماء لأي كيان خارج هوية أرتريا الإنسان والأرض ودماء الشهداء في وحدة واحدة مع نـبذ كل عوامل إضعاف الهوية الأريترية. فهو كان يجمع بين المعنيين في آن واحد قلما تجد في سبي شخصية الثائر تطغى بعنفوانها وقوتها وصرامتها وحزمها واندفاعها وإقدامها وحماسها على سبي الإنسان بطيبته وعفويته وسماحته وابتسامته التي لا تفارق شفتيه هاشا باشا في وجه من يلقاه كبيرا كان أو صغيرا قائدا أو جنديا عاديا كريما لا يترد في تلبية حاجة خاصة لمناضل طلبها دون منا عليه ولا أذى طالما هو قادر على تلبيتها حتى لو كان من خصومه السياسيين.

## ثقافته وملامح من يومياته
كان عثمان سبي مثقف ثقافة موسوعية تجده في أغلب الأحيان بصحبته كتابا يقرأه عندما يخلو بنفسه أو منكبا يكتب مذكرة لجهة ما أو تقريرا لنشاط قام به ويرسله إلى زملاءه ليكونوا على اطلاع منظم بكل ما يقوم به لم يكن يركن إلى التقارير الشفوية التي كان التعامل بها صفه سائدة في الساحة حينها، أو تجده يكتب يومياته وانطباعاته كل يوم يسجل فيها كل ما جرى في يومه يقرءا كل الصحف التي تصدر في البلد الذي يقيم فيه حتى لو أيام معدودة ليعرف ما يجرى في العالم حينها كانت الصحف والإذاعات هي مصدر إخبار العالم الرئيسية. كانت الآلة الكاتبة الصغيرة برفقته دائما يطبع عليها المذكرات الرسمية حتى لو كان على الطائرة مسافرا، كان باختصار شعلة من نشاط لم يكن يستسلم للدعة والكسل الذيذ في أوقات فراغه بل يستغل كل دقيقة من وقته في عمل نضالي حتى تحين ساعة نومه كأنه في سباق مع الزمن يكون قبلها قد صلى صلاة الليل وقراء القران ونام ليصحو مع صلاة الفجر ويبدأ يومه بقراءة القران بعد الصلاة بعدها يبدأ دورة عمله النضالي اليومي. كان سبي مثالا للإنسان المناضل المثقف الذي يحمل هموم شعبه إنما حل لم تكن متع الدنيا تشغل باله كثيرا عكس ما كان شائعا عند أغلب الناس نتيجة الدعاية من قبل خصومه السياسيين.

## من أقواله
من أقواله في الصحف والمجلات:
- «ان جبهة التحرير نشـأت في عام 1960 بين الجاليات الإرترية في الخارج والتي فرضت عليها الهجرة بأسا ليب الإبادة الجماعية والارض المحروقة التي استخدمها الإمبراطور الإثيوبي ضد شعبنا. بدأت الجبهة بعدد اصابع اليد الواحدة من الرجال واسلحة بدون ذخيرة وفي الشهور الثلاثة الأولى كان كل ما تمكنا من فعله هو جمع بعض المال حوالي 500 جنيهه سوداني تبرع بها عمال من السعودية والسودان، اشترينا بها تسعة ينادق إيطالية قديمة واذكر ان بعض الارترين ارسلوا من داخل إرتريا إلى الثوار رشاشتين اثنين وبندقية أمريكية الصنع وسبع قنابل يدوية وهذه الأشياء رغم بساطتها كانت تشكل حينذاك قوة دفع ضخمة، فالرشاش كان بالنسبة لنا حلما، وفي تلك الفترة باع عمال إرتريا كل مايملكون من منقولات لتمويل انطلاقتنا الأولى ولن ننسى ذلك العامل إلى جلب لى بذلته، والاخرين الذين باعوا اسرتهم وناموا على الأرض كل ذلك من اجل تحرير الوطن.»
- «إن حل الخلافات الإرترية يكمن في الاعتراف الصريح بواقع التكوين السكاني المتعدد الأديان والثقافة واللهجات، ليس لتكريس التعدد، فالذي ينشد الوحدة لا يدعو إلى التعدد، وإنما يفتش عن الدواء المناسب بعد معرفة الداء فالطبيب لا يبحث عن العلة لذاتها وإنما لمعالجتها معالجته صحيحة»
- «أنا ديمقراطي وليبرالي أؤمن بضرورة تعدد الآراء والأحزاب لصالح التطور الطبيعي للمجتمع، خصومي هم خصوم هذه الأفكار الذين يؤمنون بالقمع والدكتاتورية.»
- «عروبتنا في إرتريا هي مصيبتنا ولكننا قابلون بها ولانرضى عنها بديلا نعتقد ان مسالة العروبة في إرتريا هي الاساس لانه لولاها لما كانت حاجة للثورة اصلا.»
- «ان إرتريا المستقلة في تلك الموقع الاستراتيجي الهام، وهي مع العرب اليوم وغدا وإلى الابد سوف يكون لها دورها في الشد على عنق العدو الصهيوني والمساهمة في خنقه.»
- " ان الثقافة العربية والإسلامية في إرتريا والقرن الأفريقي هي ثقافة مؤسسة منذ أكثر من الف عام في هذه المنطقة وليست جديدة بل عميقة الجذور.
- «ان الدول الكبرى لاتريدنا لان الصراع يدور حول مسالة العروبة وخاصة عروبة البحر الأحمر.»
- " في أحد زياراتنا إلى روما سألونا الطليان مره: ماذا يعطيكم اليسار العربي ؟ قلنا الفتات قالوا ماذا يعطيكم اليمين العربي قلنا لا أكثر من اليسار فقالوا لماذا تصرون على التعامل مع العرب ؟ لماذا لا تتفاهمون مع إسرائيل ؟

قلنا لهم نفضل التعامل مع العرب لاننا عرب، فلا حاجز بيننا وبين الإثيوبيين سوى الثقافة.. اننا ننتمي إلى حضارة مختلفة وقد حارب الأحباش التعريب الف سنة."

## وفاته
بعد أن أمضي ثلاثة أيام في العناية المركزة رحل بتاريخ 4/4/1987 في مدينة القاهرة وكان الشهيد قبيل وفاته أجري عملية في «الجيوب الأنفية» وبتأريخ 6/4/1987.
ودعه الشعب الاريتري في موكب مهيب شاركت فيه قيادات الأحزاب السودانية وقادة الفصائل الاريترية وقيادات المنظمات المهنية السودانية وشخصيات عديدة وقد دفن في مقابر السيد المحجوب بالخرطوم.